# Jean-Louis Fargeon
Jean-Louis Fargeon, né le 11 août 1748 à Montpellier et mort le 9 novembre 1806 à Paris, est un parfumeur français, fournisseur de la Cour de France et de la reine Marie-Antoinette.

## Parcours
Né en 1748, Jean-Louis Fargeon appartient à une lignée de maîtres apothicaires : dès 1653, Maître Jean Fargeon tient boutique à Montpellier à l'enseigne Le Vase d’or dans la rue principale de la ville. Il est dit « apothicaire et parfumeur ordinaire de S.A.R. Mademoiselle d’Orléans » et laisse de nombreuses formules de « parfums pour les embellissements » (1668). Il engendre une lignée de parfumeurs : Claude, puis Antoine (mort en 1729), qui tiennent également boutique à Paris. Jean Fargeon est sans doute l'ancêtre de Fargeon Aîné qui ouvre la parfumerie Oriza en 1720 et séduit les dames de la Cour.
Le père de Jean-Louis Fargeon (qui portait le même prénom que son fils), lui aussi parfumeur, lui apprend les rudiments du métier. Jean-Louis monte ensuite à Paris et reçoit sa maîtrise en mars 1774. Il s'installe ensuite à son compte rue du Roule, non loin du palais du Louvre. En tant que « gantier-parfumeur », il fabrique de nombreux produits : gants parfumés, compositions florales, fards, pommade et bâtons à la rose, eaux revigorantes, eaux de vie de lavande, etc. Même s'il fournit une clientèle très prestigieuse au sein de la cour et de la famille royale, il ne figure pas parmi les parfumeurs de la reine.
Cependant, il doit se déclarer en faillite le 12 janvier 1779 à hauteur de 304 000 livres et de nombreuses clientes décident de solder leurs comptes afin de ne pas perdre ce précieux parfumeur. Quelques mois plus tard, il relance donc son affaire mais décide de se diversifier : d'abord en France puis en Europe. Il installe ses ateliers à Suresnes. Sa marque devient « Fargeon de Montpellier, parfumeur du Roi et de la Cour ».
Avant et pendant la Révolution, il a de nombreux apprentis, dont Pierre-François Lubin (1774–1853) et Paul Sarradin, parfumeur nantais (1752-1828). Pendant la Révolution, Fargeon connaît quelques déboires et cède sa fabrique de Suresnes en décembre 1793, laquelle devient Mouchet-Moulinet et Cie. Arrêté le 4 janvier 1794 par le Comité de sûreté générale, il est accusé de faire commerce avec des Américains, eux-mêmes suspectés de fabriquer de faux assignats. Il est relâché au lendemain du 9 thermidor. Bien qu'épuisé, il reprend son affaire que ses successeurs n'ont pas su faire prospérer. Il ouvre également d'autres succursales à Londres, Nantes et Bordeaux.
En 1801, il publie L’Art du parfumeur, ou Traité complet de la préparation des parfums qui s'appuyait sur les travaux de Polycarpe Poncelet, puis devient l'un des fournisseurs de la cour impériale (« Parfumeur distillateur breveté fournisseur de l’Impératrice »).
Après sa mort, le fonds est repris par Fargeon jeune, un descendant de Jean-Louis, qui, notamment, revend en 1826 quelques formules à Jean-Baptiste et Augustin Gellé.